# Fravashi
En l'antiga religió iraniana, era el “Jo” celestial de la forma humana. Segons alguns, pot escollir lliurement entre seguir a Déu o el mal; segons d'altres, es tracta d'un esperit guerrer i protector. Més tard, va representar el prototip de tot home abans de néixer, i, per acabar, va acabar denotant una espècie de doble celestial, tant de les criatures mortals com dels déus. Es tracta, pel que sembla, d'una falsa interpretació, que permet assimilar-ho pels fravarts.